# Aïsseta Diawara
Pour les articles homonymes, voir Diawara.
Aïsseta Diawara (née le 29 juin 1989 à Paris 18e) est une athlète française, spécialiste du 100 m haies.

## Biographie
Elle est repérée au collège Youri Gagarine de Trappes-en-Yvelines par un professeur de l’association sportive. Direction le sport-étude au collège Louis-Pergaud puis au lycée des 7-Mares de Maurepas. Elle y sera suivie et entraînée par Philippe Lefevre, puis par sa femme, Christine Lefevre. Elle remporte plusieurs titres du championnat de l’UNSS, et détient plusieurs records au collège et au lycée, ainsi qu’à l’association EASQY.
Elle remporte le titre du 100 m haies lors des championnats de France 2010, dans le temps de 13 s 21. Son record personnel, établi en 2012 à Angers, est de 12 s 88.
Le 25 juin 2016, elle se classe 3e des Championnats de France d'Angers en 13 s 17.

### Palmarès
- Championnats de France d'athlétisme :
  - vainqueur du 100 m haies en 2010 ; 2e en 2012 ; 3e en 2009 et 2014
- Championnats de France d'athlétisme en salle :
  - 60 m haies : 2e en 2014

### Records
| Épreuve     | Performance | Lieu   | Date         |
| ----------- | ----------- | ------ | ------------ |
| 100 m haies | 12 s 88     | Angers | 16 juin 2012 |